# NGC 6314
NGC 6314 (другие обозначения — UGC 10752, MCG 4-40-22, ZWG 139.44, NPM1G +23.0443, IRAS17105+2319, PGC 59838) — спиральная галактика (Sa) в созвездии Геркулес.
Этот объект входит в число перечисленных в оригинальной редакции «Нового общего каталога».